# Bunny Wailer
Bunny Wailer,  född som Neville O'Reilly Livingston den 10 april 1947 i Kingston, Jamaica, död 2 mars 2021 i Kingston, var en jamaicansk reggaemusiker och sångare, styvbror till Bob Marley  och en av originalmedlemmarna i den legendariska gruppen The Wailers (tillsammans med Peter Tosh), en grupp som hann kalla sig The Teenagers och The Wailing Rude Boys innan de började spela in musik som ska-sånggruppen The Wailing Wailers.  Han gavs ofta epitetet "levande legend" i reggaekretsar.
Neville Livingston var den som tog initiativ till bildandet av sånggruppen The Wailers – som jämte Toots and The Maytals var de populäraste ska-artisterna på Jamaica under 1960-talet – och därför kan Neville kanske med rätta kalla sig för Bunny Wailer. Han var även medlem i den formation av The Wailers som 1973 släppte albumen Catch A Fire och Burnin – de två reggaealbum på Island Records som ledde fram till reggaens internationella genombrott. Han har därefter haft en delvis framgångsrik solokarriär ända in på 2000-talet. Han avled 2021, vid 73 års ålder, i följderna av en stroke. 

## Barndom
Neville bodde som barn med sin far Thaddius Livingston i Nine Mile, Jamaica. Där gick han på Stepney School. och det var där han träffade Robert Nesta Marley och blev vän med honom. Neville och hans far flyttade 1952 till huvudstaden Kingston, Jamaica in 1952, och Marley och hans mor Cedella Booker kom snart efter. Eftersom Nevilles och Roberts föräldrar var ensamstående flyttade de ihop och fick dottern Claudette "Pearl" Livingston. Neville och Robert blev då styvbröder.
Både Bob och Bunny hade ett brinnande musikintresse och ville själva bli artister. Bunny Wailer tog 1963 initiativ till ska-vokalistgruppen som med tiden fick namnet The Wailers. I denna grupp kom och gick medlemmarna, men Junior Braithwaite,  Beverley Kelso, Cherry Smith, Bunny Wailer, Bob Marley och Peter Tosh var någorlunda fasta medlemmar.

## Ska-eran under 1960-talet
Sångarna i den nybildade vokalistgruppen kallade sig först för "The Teenagers", därefter för "The Wailing Rudeboys", "The Wailing Wailers" och slutligen för "The Wailers". Under ska-eran på 1960-talet spelade vanligen inte sångaren några instrument, utan musikproducenternas inspelningsstudios höll sig med egna husband och sångarna fick komma till musikproducenten och sjunga upp sina nya låtar. Om denne gillade låten fick sångarna hjälp av husbandet för att spela in en singel. The Wailers största hit under ska-åren var "Simmer Down", producerad av Clement "Coxsone" Dodd 1963. 
Bunny Wailer var huvudsångare på bl.a. låtarna "Sunday Morning", "Dreamland", och "Rock Sweet Rock". Sedan, 1967, fick hans musikkarriär ett avbrott när han dömdes till ett fängelsestraff för innehav av marijuana. När medlemmarna återförenades hade en ny musikstil slagit igenom på Jamaica: rocksteady. The Wailers lyckades fortsätta att vara en någorlunda populär inhemsk grupp även under denna period.

## The Wailers, rastafari och reggaen
I samband med att den etiopiske kejsaren Haile Selassie – den levande guden enligt Jamaicas rastafarier – gjorde ett officiellt statsbesök på Jamaica 1966 och hyllades av bl.a. 15.000 - 20.000 rastafarier från hela ön när han den 21 april 1966 lämnade flygplanet på Norman Manley Airport, fick många en ny syn på rasta-tron. De flesta jamaicaner visste inte att det fanns så många rasta-troende i landet. Att se så många, prydligt klädda i färgerna rött, gult och grönt och med nästan halvmeterlånga dreadlocks mässande "Jah Rastafari, Jah Rastafari, Kings of kings, Lords of lords", imponerade på många ghettoungdomar. I alla kulturer har föräldrar skrämt barn med att "den eller den kommer och tar dig om du inte lyder", och på Jamaica hade man skrämt barnen med "The Blackheart Man", rastafariern som rövade bort barn och förde dem till rasta-kollektiv varifrån de inte kunde rymma. Rita Marley konverterade omedelbart till rastafari efter att ha sett spikhål i kejsarens händer när han vinkade till människomassorna från den öppna bil han satt i under bilkortegen.. Bunny Wailer och Peter Tosh blev också gradvis övertygade rastafarier, så när Bob Marley kom tillbaka från USA i oktober 1966 var både hans hustru och närmaste vänner rastafarier och vegetarianer. 
I slutet av 1960-talet började Bob Marley, Peter Tosh och Bunny Wailer att lära sig att spela olika instrument på allvar. Bunny Wailer koncentrerade sig på elbas, de båda andra på gitarr. År 1970 inledde The Wailers ett samarbete med den vilt experimenterande utvecklaren av reggae, Lee "Scratch" Perry, och fick därigenom även tillgång till hans studioband band The Upsetters. När de året därpå lämnade Perry och fick ett lån av Chris Blackwell, Island Records, för att spela in en LP, hade de övertalat basisten Aston "Familyman" Barrett och hans bror, trummisen Carlton Barrett att lämna Upsetters för att ansluta sig till The Wailers.
The Wailers två första album för Island var inga omedelbara succéer, men till slut upptäckte den internationella publiken Catch A Fire och Burnin' (båda albumen kom 1973), och reggaen blev en musikstil som spelades även utanför Jamaica. Med framgångarna följde ett intensivt turnerande, något som inte passade Bunny Wailer särskilt väl. Av The Wailers två Island-album framgår även att Bob, Peter och Bunny representerade tre ganska olika stilar inom reggaen. Det hela slutade med att Peter och Bunny lämnade gruppen för att utvecklas som artister, och Bob och bröderna Barrett fortsatte, nu som Bob Marley & The Wailers.
Bunny Wailers skäl till att avbryta mitt i turnén efter de båda albumen, var att han inte orkade med att turnera i Europa och Nordamerika inför nästan bara vita ansikten. På grund av scenfobi skulle det dröja tio år innan Bunny överhuvudtaget ställde sig på en scen igen, och han kom därför att inrikta sig på inspelningsstudion. Peter Tosh lämnade också The Wailers, men ett halvår senare.

## Blackheart Man, Protest
Peter Tosh klarade solokarriären bättre än Bunny Wailer, främst därför att Tosh var villig att satsa på ett intensivt turnerande världen över, medan Bunny länge helt satsade på att släppa studioalbum. Han startade sitt eget skivmärke, Solomonic, och avtalade med Island Records att de skulle sköta distributionen. Hans första LP som soloartist var Blackheart Man, som kom 1976. Detta album är på många sätt ytterligare ett Wailers-album. Peter Tosh medverkar som gitarrist på flera låtar och Bob Marley körar och har skött en del av mixningen. Bröderna Barrett står för bas och trummor. Bunny Wailer själv lyckas bevisa att han inte bara är en bakgrundssångare, utan en begåvad låtskrivare och en utmärkt solosångare.
De två följande albumen – Protest och Struggle – manifesterade Bunny Wailers djupaste politiska och religiösa övertygelser. Albumen togs väl emot och fick bra kritik, men kunde inte jämföras med de framgångar Marley och Tosh hade. På albumet Protest är Bunny Wailers vokala framträdande bättre än någonsin, skriver Allmusic som inte kan låta bli att jämföra honom med de två andra i den gamla Wailers-kärnan, och tillägger:
| ” | In some ways, his style is arguably the most distinctive, being dreamier and more meditative than the impassioned agit-prop of his old bandmates Bob Marley and Peter Tosh (Översättn: På sätt och vis är hans stil utan tvekan den mest utmärkande, den är drömlik och mer meditativ än den glödande propagandism som utmärker hans gamla bandkamrater Bob Marley och Peter Tosh. | „ |

Det självklara dragplåstret för icke invigda reggaekännare är den i alla läger kända reggae-hiten "Get Up, Stand Up", komponerad av Bob Marley och Peter Tosh 1973 och framförd på LP-albumet Burnin' samma år. Wailer tycks sakta ner tempot, men egentligen är den snabbare än Marleys och Toshs versioner – en rockers-låt med inslag av funk som hjälper till att manifestera rastafariansk skepticism gentemot kristna grundvärderingar som att "en dag ska den store Guden stiga ner från skyn och fixa alla fel, uppväcka de döda i sina gravar och få alla att må toppen", och den otålighet som finns att få ut det budskapet. Wailers sång är passionerad och blåssektionens insatser understryker detta . "Get Up Stand Up är det enda Wailers-sången som spelats in separat av alla tre Wailers-kombattanterna. 
Albumet In I Father's House (1980) väckte inte någon större uppmärksamhet och gick knappt att få tag på utanför Jamaica. Samma år spelade han in två skivor med Sly & Robbies Roots Radics band i ryggen, vilket resulterade i en mycket snabbare, tyngre och gladare rockers-inspirerad reggae: Rock'n'Groove och Bunny Wailer Sings The Wailers. Rock'n'Groove var ett genomtänkt album som bestod av helt nytt material och representerade ett nytt sound som varken förr eller senare hörts inom reggaen (mycket klaviatur och syntar med hitlåtar som "Cool Runnings" och "Another Dance", var den senare en LP med reggaeversioner av Wailers-låtar från 1960-talet och någon enstaka Tosh-låt från 1970-talet. Bägge albumen sålde någorlunda bra utomlands, och singlarna Cool Runnings och Rock'n'Groove hamnade högt på listorna på Jamaica. Dessa två skivor följdes av Tribute (till styvbrodern Bob Marley, som avled av sin cancer i maj 1981).
Efter en längre flirt med dancehallreggaen återvände Bunny Wailer till rootsreggaen med albumet Liberation (1989).

## Återupptagandet av turnélivet
År 1983 stod Bunny Wailer på scenen igen för första gången på tio år. Det var på en insamlingsgala i Kingston för blinda barn, där hans framförande med Sly och Robbies Roots Radics i ryggen bandades. Det har sagts att alla som såg honom undrade varför han varit borta från scenen så länge, eftersom hans live-uppträdanden var så mycket bättre än hans studioalbum.
Flera soloalbum följde, men det skulle gå tio år från det att Blackheart Man släpptes tills Bunny Wailer gjorde sin första utlandsspelning. Det skedde den 12 juli 1986 i Long Beach i Kalifornien, och denna konsert visade att även Bunny var en av reggaens stora med ett eget sound. Även Bunny själv blev överraskad över att han tycktes vara populärare utomlands än hemma på Jamaica. Med på turnén var även Robbie Shakespeare på bas och Sly Dunbar på trummor –  två mycket begåvade musiker som även spelade tillsammans med Black Uhuru och som Bunny Wailer tidigt hade upptäckt. Sly and Robbie skulle under 1990-talet komma att bli världens mest anlitade basist och trummis av alla kategorier av artister från hela världen – Från Grace Jones till Mick Jagger, från Herbie Hancock till Sinead O'Connor. Robbie Shakespeare medverkade redan på Blackheart Man.
Samma år gjorde Bunny Wailer även en konsert i New York som filmades och nu finns som DVD.
Så sent som sommaren 2009 var Bunny Wailer och bandet på Europaturné och han besökte Gröna Lund, Stockholm den 26 juni för en 2 timmar lång spelning.

## Grammys och politik
Båda Bunny Wailers grammyvinnande album på 1990-talet – Time Will Tell: A Tribute to Bob Marley (1990)  och Hall of Fame: A Tribute to Bob Marley's 50th Anniversary – var hyllningar till och versioner av barndomsvännen Bob Marleys musik. Till en del har Bunny Wailer drivits av en önskan att de gamla Wailers-låtarna inte ska glömmas bort, särskilt som både Marley och Tosh har gått bort. Samtidigt har han haft en foten i roots reggae och den andra i dancehall under sitt långa artistliv. Det tredje Grammy-vinnande albumet var Crucial Roots Classics (2005).
När Bob Marleys änka Rita i april 2004 gick ut med påståendet att Bob skulle ha våldtagit henne vid flera tillfällen, tillbakavisade Bunny Wailer detta som ett rent påhitt. "Det kommer från en kvinna som blivit mångmiljonär som Bobs arvtagare trots att han före sin död i praktiken hade separerat från henne och (...) den Bob jag kände var ingen våldtäktsman, det låg inte i hans natur", kommenterade Bunny Wailer i The Jamaica Observer.
Under 1990-talet började Bunny Wailer att intressera sig för politik, vilket är mycket ovanligt för en rastafarian. Det är emellertid barn- och ungdomsfrågor som ligger honom närmast om hjärtat. Han grundade ett politiskt parti – United Progressive Party (UPP) – i mitten av 1990-talet. Åtskilliga utbildningsreformer finns på UPP:s önskelista, och även en legalisering av marijuanan. Partipolitiken höll honom borta från inspelningsstudion under andra hälften av 1990-talet, men därefter har han släppt ytterligare sju album.

## Familj
Bunny Wailer sällskapade med sångerskan Judy Mowatt i början av 1970-talet, och hon har skrivit några av de låtar som framförts av Bunny Wailer. På The Wailers LP Burnin' (1973) finns två låtar som Bunny Wailer sjöng och som har skrivits av Judy Mowatt under pseudonymen Jean Watt: "Hallelujah Time" och "Pass It On". Dessutom spelade The Wailers in en singel, "Reincarnated Soul", som skrivits av Jean Watt och där Bunny Wailer var huvudsångare. Denna låt hamnade sedan under namnet "Reincarnated Souls" på Bunny Wailers soloalbum Blackheart Man (1976). När det gäller dessa uppgifter uppger olika källor vitt skilda saker.
Det var år 1973, efter att den något scenofobiske Bunny vägrat följa upp turnén i Storbritannien med ett antal konserter i USA, som Bunny Livingston övergick till att kalla sig för Bunny Wailer. Bunny Wailer har en dotter, Ngeri Livingston, som också är sångerska och bosatt i Atlanta.

## Diskografi
Studioalbum
- 1976 – Blackheart Man
- 1977 – Struggle
- 1978 – Protest
- 1978 – Dubd'sco Vol.1
- 1980 – In I Father's House
- 1981 – Tribute
- 1981 – Rock'n'Groove
- 1981 – Bunny Wailer sings the Wailers
- 1981 – Dubd'sco Vol.2
- 1982 – Hook Line N Sinker
- 1985 – Marketplace
- 1987 – Roots Radics Rockers Reggae
- 1987 – Rootsman Skanking
- 1987 – Rule Dance Hall
- 1989 – Liberation
- 1990 – Time Will Tell: A Tribute to Bob Marley (grammybelönat album)
- 1991 – Gumption
- 1992 – Dance Massive
- 1993 – Just Be Nice
- 1995 – Hall of Fame: A Tribute to Bob Marley's 50th Anniversary (grammybelönat album)
- 1999 – Dubdisco
- 2000 – Communication
- 2002 – Rule Dance Hall
- 2003 – World Peace
- 2005 – Dance Massive

Livealbum
- 1983 – Live!

Samlingsalbum
- 1995 – Retrospective
- 2002 – Winning Combinations: Bunny Wailer & Dennis Brown
- 2005 – Crucial Roots Classics (grammybelönat album)
- 2006 – The Wailers Legacy